# Atletismo nos Jogos Pan-Americanos de 2015 - Lançamento de martelo feminino
A competição do lançamento de martelo feminino foi um dos eventos do atletismo nos Jogos Pan-Americanos de 2015, em Toronto. Foi disputada no Estádio CIBC de Atletismo Pan e Parapan-Americano no dia 21 de julho.

## Calendário
Horário local (UTC-4).
| Data        | Horário | Fase  |
| ----------- | ------- | ----- |
| 21 de julho | 19:35   | Final |

## Medalhistas
| Ouro   | VEN Rosa Rodríguez  |
| Prata  | USA Amber Campbell  |
| Bronze | CAN Sultana Frizell |

## Recordes
Recordes mundial e pan-americano antes da disputa dos Jogos Pan-Americanos de 2015.
| Tipo                             | Atleta        | Marca   | Local       | Data                  |
| -------------------------------- | ------------- | ------- | ----------- | --------------------- |
|                                  | Betty Heidler | 79,42 m | Halle       | 21 de maio de 2011    |
| Recorde dos Jogos Pan-Americanos | Yipsi Moreno  | 75,62 m | Guadalajara | 24 de outubro de 2011 |

## Resultados

### Final
| Colocação         | Atleta            | Nacionalidade      | #1    | #2    | #3    | #4    | #5    | #6    | Marca | Notas |
| ----------------- | ----------------- | ------------------ | ----- | ----- | ----- | ----- | ----- | ----- | ----- | ----- |
| Medalha de ouro   | Rosa Rodríguez    | VEN Venezuela      | 68.06 | 71.14 | 67.44 | 71.02 | 71.61 | x     | 71.61 |       |
| Medalha de prata  | Amber Campbell    | USA Estados Unidos | x     | 68.12 | 70.99 | x     | 71.22 | 71.12 | 71.22 |       |
| Medalha de bronze | Sultana Frizell   | CAN Canadá         | 68.90 | x     | 63.70 | x     | 69.51 | 68.82 | 69.51 |       |
| 4                 | DeAnna Price      | USA Estados Unidos | 66.17 | 67.78 | 67.00 | 66.71 | 65.55 | 68.84 | 68.84 |       |
| 5                 | Yirisleydi Ford   | CUB Cuba           | x     | x     | 65.21 | 65.73 | x     | x     | 65.73 |       |
| 6                 | Ariannis Vichy    | CUB Cuba           | 65.60 | 63.17 | x     | x     | x     | 63.24 | 65.60 |       |
| 7                 | Jennifer Dahlgren | ARG Argentina      | x     | 63.06 | x     | 65.33 | x     | x     | 65.33 |       |
| 8                 | Heather Steacy    | CAN Canadá         | x     | x     | x     |       |       |       | NM    |       |
| 8                 | Daina Levy        | JAM Jamaica        | x     | x     | x     |       |       |       | NM    |       |

Legenda
| Recorde mundial                  | Recorde mundial (World record)               |                       | Recorde africano                      | Recorde africano (African) |                                           | Q | Classificado por posição (Qualified) |
| Recorde dos Jogos Pan-Americanos | Recorde pan-americano (Pan-American record)  | Recorde da América    | Recorde da América (Americas)         | q                          | Classificado por melhor tempo (Qualified) |   |                                      |
| Melhor marca do ano              | Melhor marca do ano (World leading)          | Recorde asiático      | Recorde asiático (Asian)              | DNS                        | Não largou (Did not start)                |   |                                      |
| Recorde nacional                 | Recorde nacional (National record)           | Recorde europeu       | Recorde europeu (European)            | DNF                        | Não terminou (Did not finish)             |   |                                      |
| Recorde pessoal                  | Recorde pessoal do atleta (Personal best)    | Recorde da Oceania    | Recorde da Oceania (Oceania)          | DSQ / DQ                   | Desclassificado (Disqualified)            |   |                                      |
| Recorde da temporada             | Recorde da temporada do atleta (Season best) | Recorde sul-americano | Recorde sul-americano (South America) | NM                         | Sem marca (No mark)                       |   |                                      |